# Ę̀
Ę̀ (minuscule : ę̀), appelé E accent grave ogonek, est une lettre latine utilisée dans l’écriture du han, du sekina, et du tagish.
Il s’agit de la lettre E diacritée d’un accent grave et d’un ogonek.

## Représentations informatiques
Le E accent grave ogonek peut être représenté avec les caractères Unicode suivants : 
- composé et normalisé NFC (latin étendu A, diacritiques) :

| formes    | représentations | chaînes de caractères | points de code | descriptions                                              |
| --------- | --------------- | --------------------- | -------------- | --------------------------------------------------------- |
| capitale  | Ę̀               | Ę◌̀                    | U+0118 U+0300  | lettre majuscule latine e ogonek diacritique accent grave |
| minuscule | ę̀               | ę◌̀                    | U+0119 U+0300  | lettre minuscule latine e ogonek diacritique accent grave |

- décomposé et normalisé NFD (latin de base, diacritiques) :

| formes    | représentations | chaînes de caractères | points de code       | descriptions                                                          |
| --------- | --------------- | --------------------- | -------------------- | --------------------------------------------------------------------- |
| capitale  | Ę̀               | E◌̨◌̀                   | U+0045 U+0328 U+0300 | lettre majuscule latine e diacritique ogonek diacritique accent grave |
| minuscule | ę̀               | e◌̨◌̀                   | U+0065 U+0328 U+0300 | lettre minuscule latine e diacritique ogonek diacritique accent grave |